# Rechtskunde
Die Rechtskunde ist ein Schulfach an allgemeinbildenden und berufsbildenden Schulen, das Grundkenntnisse aus der Rechtswissenschaft vermittelt. Zum Teil wird sie auch innerhalb anderer Fächer, wie etwa der Gemeinschaftskunde, behandelt. Meistens werden hierbei Kenntnisse aus den Bereichen bürgerliches Recht sowie Handelsrecht vermittelt.
Die Rechtskunde an den Schulen soll auch zur Werteerziehung beitragen und weniger die Einübung in juristische Arbeitsweisen leisten, sondern vielmehr Recht unter dem Maßstab von Gerechtigkeit vermitteln. Außerdem sollen grundlegende Verfassungswerte thematisiert und reflektiert werden. Ziel der Rechtskunde ist daher auch, dass die durch Rechtskunde gestärkte Rationalität geistiger Auseinandersetzungen die Schüler im gesellschaftlichen und politischen Leben handlungsfähiger macht, das Rechtsbewusstsein erhöht wird.
Die Wissenschaft zur Rechtskunde ist die Rechtswissenschaft.
Das Land Nordrhein-Westfalen stellte 600.000 Euro für das Schuljahr 2010/11 zur Verfügung. Rund 800 Dozenten (Anwälte, Richter und Staatsanwälte) sind im Einsatz.
Der Hochschullehrer Andreas Gran betont den gesellschaftlichen und wirtschaftlichen Nutzen der Rechtskunde zur Förderung der Jugend durch Rechtsbildung.